# Cyrtopodium confusum
Cyrtopodium confusum är en orkidéart som beskrevs av Lou Christian Menezes. Cyrtopodium confusum ingår i släktet Cyrtopodium, och familjen orkidéer. Inga underarter finns listade i Catalogue of Life.